# 硝石戰鬥
硝石戰鬥是第一次國共內戰中前期一場主要戰役，於1933年10月14日發生在江西黎川。交戰一方為中華民國國民革命軍，另一方則為中華蘇維埃共和國中國工農紅軍。該戰役是國軍第五次圍攻共軍的行動之一。最終國軍戰勝並攻佔該據點，共軍往西撤退。